# Gaia da Camino
Gaia da Camino (1270 circa – 1311) è stata una poetessa italiana.

## Biografia

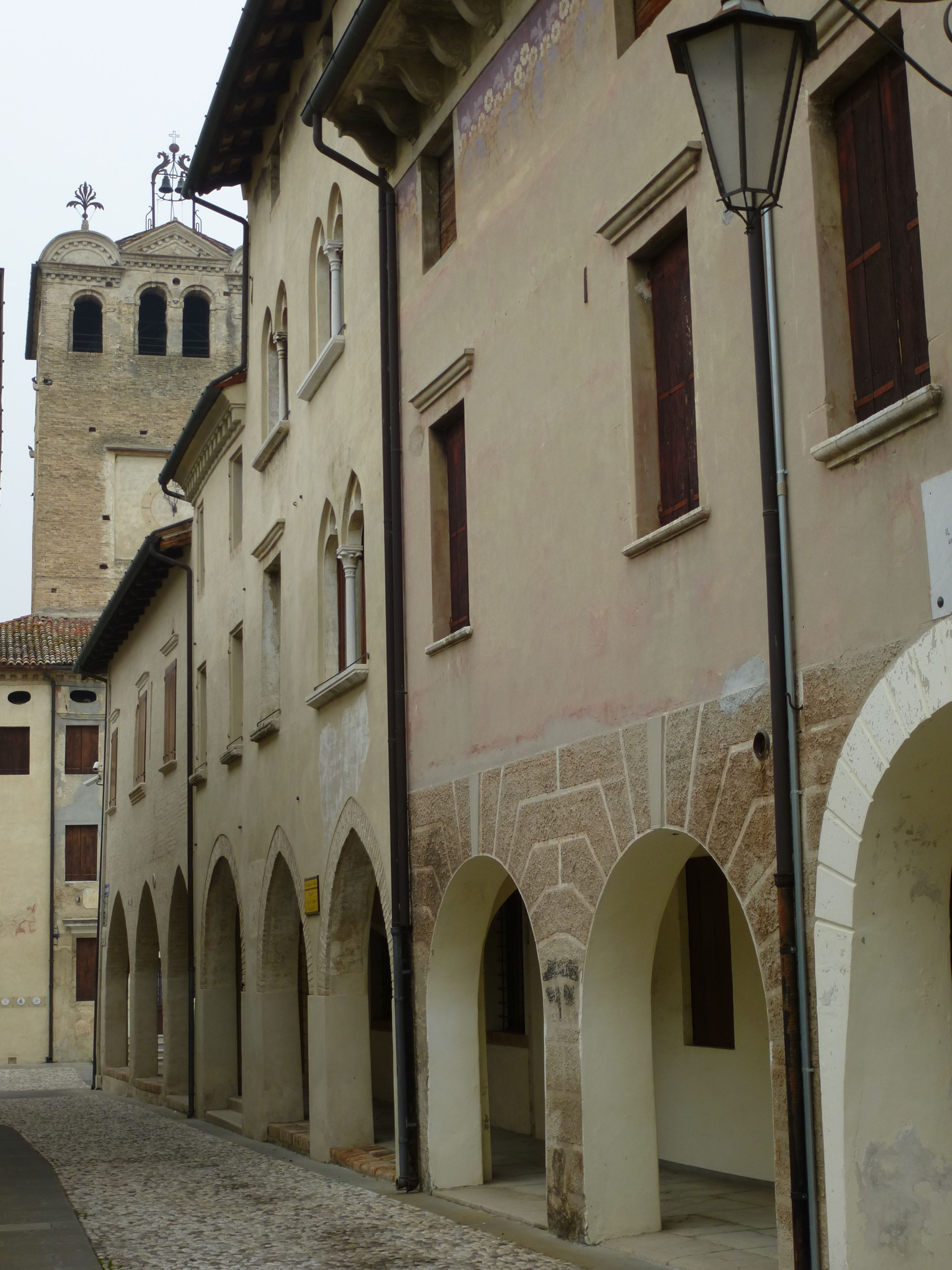
Portobuffolé, Casa Gaia da Camino. Nella cittadina è documentata la presenza anche della seconda moglie di Tolberto da Camino, Samaritana Malatesta.

Figlia di Gherardo III, membro dell'illustre famiglia dei Caminesi, non si conosce il nome della madre che Federici, al quale si accodano Litta e Rajna, identifica (ma è solo un'ipotesi) con Chiara della Torre, seconda moglie di Gherardo. Certo è che la giovinezza di Gaia si svolse durante il periodo d'oro della casata, la quale partecipava alla vivace realtà trevigiana anche dal punto di vista culturale.
Nell'estate del 1291 risulta già essere moglie del cugino Tolberto III dei Caminesi "di sotto". Il suo patrimonio, già molto cospicuo grazie alla dote ricevuta dal padre, si arricchì ulteriormente con l'acquisto di alcuni mulini dei suoi fratelli localizzati sul Sile (1301) e dalle proprietà di una certa Frixa di Pietro Magninga, nobildonna che l'aveva dichiarata sua erede universale (1302).
Il 28 luglio 1309 il doge Pietro Gradenigo ringraziava i coniugi caminesi per il loro contributo nel difendere le terre della diocesi di Eraclea da alcune bande di briganti. L'ultima testimonianza scritta relativa a Gaia è il suo testamento, dettato il 14 agosto 1311 nel castello di Portobuffolé, dove giaceva gravemente malata assistita dal consorte e da un "Petro physico de Prata", medico che andrebbe identificato con un omonimo citato nel 1303 tra i familiari di Rizzardo IV da Camino.
Morì qualche giorno dopo e fu sepolta a Treviso nella chiesa di San Nicolò. Nella stessa tomba si troverebbero anche i resti della figlia Chiara.

## Donna virtuosa o dissoluta?
Valente poetessa (tra le prime in Italia a scrivere in lingua provenzale, si tratta di una figura assai nota probabilmente in tutta la penisola durante la sua vita, ed in seguito molto chiacchierata tra gli storici: secondo alcuni (Lana, Benvenuto) infatti fu donna dissoluta, per altri (Buti, Landino ecc..) sarebbe invece un esempio di virtù. La sua fama, postuma, aumentò dopo essere stata ricordata da Dante nel Purgatorio. Nel canto XVI il Sommo Poeta mette in bocca a Marco Lombardo questa parole, riferite a Gherardo:
(Dante Alighieri)
Dante, grande stimatore di Gherardo dal quale fu ospitato a Treviso per circa due anni, difficilmente avrebbe ricordato l'amico facendo riferimento alla figlia, se questa fosse stata una donna di facili costumi. L'ipotesi più probabile è che in famiglia ci fu un'altra donna di nome Gaia (le omonimie sono frequenti nei casati): questo avrebbe generato la diatriba storica.
Dice infatti fra' Giovanni di Serravalle, vescovo di Fermo: «Forse la cattiva fama attribuitale dipende da un equivoco conseguente ad una omonimia con altra Gaia, forse una illegittima, che, dopo averne fatte, come si dice, di tutti i colori, era finita in un postribolo a Padova. Pensiamo così di aver ridato a Gaia lo splendore del suo nome e della sua figura quale, attraverso sette lunghi secoli, è giunta fino a noi.».